# Wilberforce Eames
Wilberforce Eames (12 tháng 10 năm 1855 - 6 tháng 12 năm 1937) là một nhà biên mục người Mĩ, được biết như là 'Nhân vật trọng yếu của các nhà biên mục Mĩ.

## Thiếu thời
Eames được sinh ra ở Newark, New Jersey con của Nelson và Harriet Phoebe Eames (nee Crame). Ông dành hết thời thơ ấu của mình ở Brooklyn, gia đình ông chuyển đến đó vào năm 1861 sau cái chết của đứa con trai khác của họ. Sự giáo dục chính thống của ông kết thúc trước khi Eames vào trường Trung học.
Ông làm việc cho East New York Sentinel  từ năm 1870, trải nghiệm này khiến ông bắt đầu tạo một máy in sách tại nhà. Sau này Eames làm việc như một nhân viên bưu điện ở Brooklyn, cho tới khi ông được thuê bởi chủ nhà sách Edward R. Gillespie, là chủ của Eames từ năm 1873 đến năm 1870. Sau này ông được nhận bởi N. Tibbals & Sons, Henry Miller và Charles L. Woodward cho đến năm 1885. Sau đó, ông làm trợ lý cá nhân cho George Henry Moore, người đứng đầu Thư viện Lenox.

## Sự nghiệp thư viện
Sau khi Moore chết năm 1892, Eames trở thành trợ lý thư viện, cuối cùng là thư viện viên chính ở Lenox, và sau này, trong việc sáp nhập các thư viện Tilden trust, Astor và Lenox, ông được bầu làm 'Thư viện viên của Lenox'. Ông trở thành trưởng chi nhánh của American History Division tại Thư viện Công cộng New York năm 1911, và nhân viên biên mục (một vị trí ông giữ cho đến khi qua đời) ở đó vào năm 1916. Năm 1924, Thời báo New York đã gọi Eames là "Học giả còn sống về những cuốn sách vĩ đại nhất ở Mỹ". ASW Rosenbach nói về Eames "Có lẽ ông là người học trò vĩ đại nhất của những cuốn sách trong toàn bộ lịch sử học thuật và sưu tầm sách sống trầm lặng ở New York, được tôn thờ bởi mọi nhà sưu tầm và học giả và là một kẻ vô danh của thê giới - Wilberforce Eames." 
Eames đóng góp trong nhiều công trình biên mục, trong đó có tác phẩm Joseph Sabin. Ông cũng thâu tập một bộ sưu tập sách cá nhân, lên đến 20,000 cuốn trong năm 1904, nhiều trong số đó được tặng và tập hợp sau khi ông chết tại thư viện  NYPL.
Là một học giả tự học, Eames được chọn là thành viên của tổ chức  American Antiquarian Society  năm 1893. Đại học Harvard đã trao cho ông một bằng danh dự vào năm 1896, cũng như Đại học Michigan và Đại học Brown (cả hai vào năm 1924). Trong năm 1929, ông nhận huân chương vàng của tổ chức  Bibliographical Society of London, và danh dự từ tổ chức New York Historical Society năm 1931. Ông được chọn là thành viên danh dự của Hiệp hội Thư viện Mỹ vào năm 1933.